# Andrzej Antoniak
Andrzej Antoniak (ur. 12 lutego 1972) – polski lekkoatleta, który specjalizował się w rzucie oszczepem.
Dwukrotny finalista mistrzostw Polski seniorów – był czwarty w 1992 oraz szósty rok później. Stawał na podium mistrzostw kraju juniorów oraz młodzieżowych mistrzostw Polski.
Rekord życiowy: 77,42 (24 maja 1992, Poznań) – rezultat ten był najlepszym osiągniętym przez polskiego oszczepnika w roku 1992.